# Независимый Московский университет
Независимый московский университет (НМУ) — негосударственное образовательное учреждение по подготовке профессиональных математиков, действующее по типу высшего учебного заведения.

## История
Независимый московский университет основан в 1991 году группой известных академиков, профессоров и энтузиастов математического обучения (В. И. Арнольд, С. П. Новиков, Я. Г. Синай, Л. Д. Фаддеев, В. М. Тихомиров, Р. Л. Добрушин, В. А. Васильев и др.). Решающую роль в создании Университета сыграли также профессора П. Делинь и Р. Макферсон, а также знаменитый преподаватель и организатор математических олимпиад Н. Н. Константинов. Президент НМУ c 2000 года — Ю. С. Ильяшенко.
С 2001 года функционирует программа для иностранных студентов Math in Moscow. Американское и Канадское математические общества выделили стипендии для желающих в течение одного года или семестра обучаться математике в Независимом университете. Также работает программа обмена с Высшей нормальной школой в Париже: пятикурсники и аспиранты НМУ имеют возможность в течение месяца обучаться в École Normale, а французские студенты — в НМУ. В 2002 году в Независимом университете открылась совместная французско-русская лаборатория (Laboratoire J.-V. Poncelet), спустя некоторое время она стала интенсивно живущим научным центром.

## Обучение
У НМУ как у специфического университета нет государственной лицензии. Официально он является структурным подразделением Московского центра непрерывного математического образования; обучение ведётся на основании Приложения 001 к лицензии серии А 335085, регистрационный номер 026325, как предоставление дополнительных образовательных программ (факультативных курсов) к среднему или высшему образованию.
НМУ предоставляет бесплатный 5-летний курс обучения (слушатель имеет право сократить или увеличить фактический срок обучения, исходя из личных потребностей и интересов), а также (с 1993 года) аспирантские курсы. Занятия проводятся по вечерам для удобства студентов вузов.
Обучение в НМУ строится по следующим принципам:
- вступительные экзамены отсутствуют;
- занятия может свободно посещать любой желающий;
- вольнослушатель, успешно сдавший три экзамена, становится слушателем университета (слушатель k-го семестра должен иметь не менее 3k − 3 сданных семестровых курсов, начиная с весеннего семестра 2019/2020 учебного года — 3k − 4);
- для успешного окончания НМУ слушатель должен сдать экзамены и зачёты по всем обязательным курсам и по специальным курсам (по собственному выбору), а в конце обучения — защитить дипломную работу.

Диплом университета признают многие ведущие математические организации мира: в их числе, например, Математический институт им. В. А. Стеклова РАН и Гарвардский университет.